# 34090 Cewhang
34090 Cewhang è un asteroide della fascia principale. Scoperto nel 2000, presenta un'orbita caratterizzata da un semiasse maggiore pari a 2,2550181 au e da un'eccentricità di 0,0709431, inclinata di 5,89450° rispetto all'eclittica.